# Longowal
Longowal là một thành phố và là nơi đặt hội đồng đô thị (municipal council) của quận Sangrur thuộc bang Punjab, Ấn Độ.

## Nhân khẩu
Theo điều tra dân số năm 2001 của Ấn Độ, Longowal có dân số 20.269 người. Phái nam chiếm 55% tổng số dân và phái nữ chiếm 45%. Longowal có tỷ lệ 52% biết đọc biết viết, thấp hơn tỷ lệ trung bình toàn quốc là 59,5%: tỷ lệ cho phái nam là 56%, và tỷ lệ cho phái nữ là 46%. Tại Longowal, 13% dân số nhỏ hơn 6 tuổi.